# Karlsruher FC Phönix
Der Karlsruher FC Phönix war ein deutscher Sportverein, der 1894 als reiner Fußballverein gegründet, 1922 um eine Leichtathletik- und 1925 um eine Großfeldhandballabteilung erweitert wurde. Der Verein zählte im Januar 1900 zu den Gründungsmitgliedern des Deutschen Fußball-Bundes und wurde 1909 der sechste deutsche Fußballmeister. 1912 schloss sich der FC Phönix mit dem FC Alemannia zum Karlsruher FC Phönix (Phönix-Alemannia) zusammen, nach dem Ersten Weltkrieg bezog er ein Areal im Karlsruher „Wildpark“. An die sportlichen Erfolge der ersten zwei Jahrzehnte seines Bestehens konnte der FC Phönix jedoch nie mehr anknüpfen.
1952 ging der Verein schließlich durch die Fusion mit dem VfB Mühlburg im Karlsruher SC auf. Der vollständige offizielle Name des KSC, „Karlsruher Sport-Club Mühlburg-Phönix e. V.“, erinnert noch heute an die beiden Vorgängervereine.

## Gründerjahre

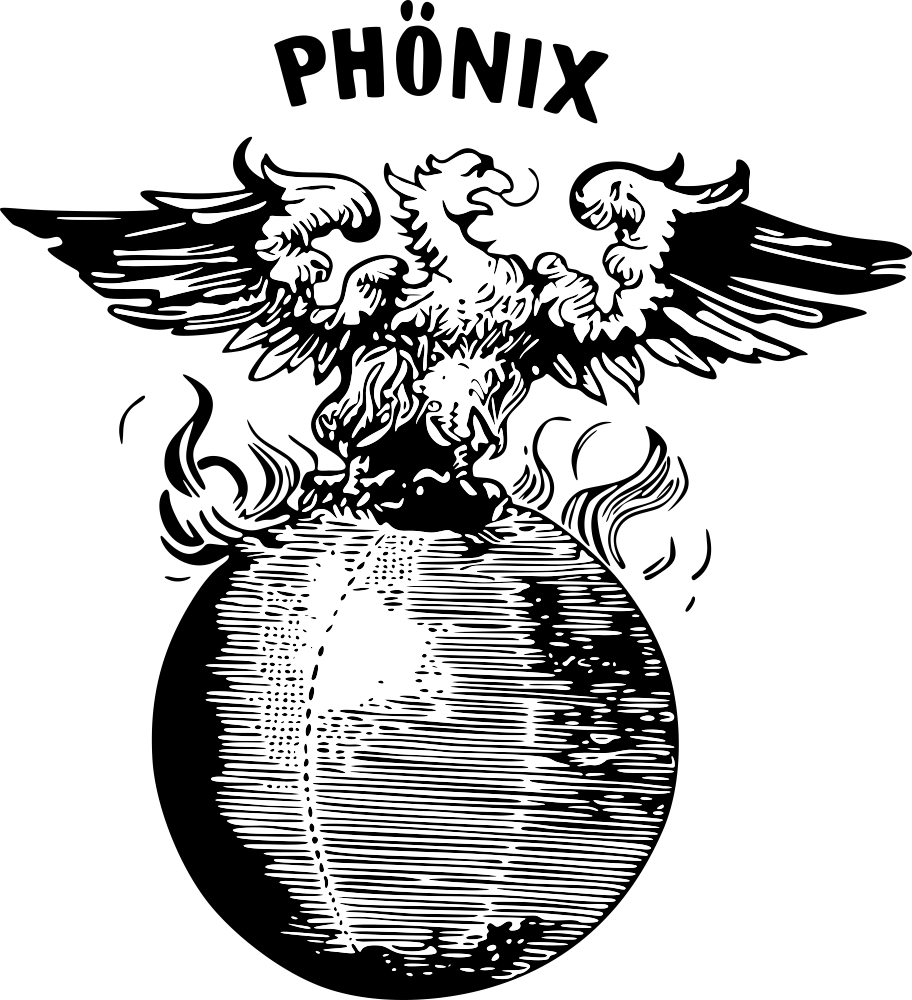
Vereinswappen um 1897

Mannschaft und Funktionäre des FC Phönix in den Gründerjahren

In den Anfangsjahren des Fußballs in Deutschland hatte es die junge Sportart schwer, sich in den Turn- und Sportvereinen zu etablieren. Hier zählte Uniformität und Harmonie, die Sportausübung bevorzugte gemeinsame Übungen von Gruppen, die Disziplin zum Ziel hatten. Der leistungsorientierte Wettkampf der neuen, aus England auf den Kontinent gelangten Sportart, in der auch die Individualität eines Sportlers eine große Rolle spielte, wurden als „Lümmelei“ oder „Englische Krankheit“ bezeichnet. So kam es seit den 1880er-Jahren vielerorts zur Gründung reiner Fußballvereine. In Karlsruhe gründeten nach dem International Football Club (1889), dem Karlsruher FV (1891) sowie dem FC Karlsruher Kickers (1893) einige Mitglieder der Karlsruher Turngemeinde am 6. Juni 1894 den Karlsruher FC Phönix. Ihm gehörten zunächst hauptsächlich Schüler an, bald wurde die englische Sportart auch in bürgerlich-mittelständischen Kreisen populär, ein Mitgliederverzeichnis weist für den Zeitraum vom 1. Oktober 1898 bis 1. April 1899 unter den 54 Mitgliedern neben einem Schüleranteil von 20 % hauptsächlich Kaufleute, Handwerker und Beamte aus. Arbeiter fehlten – wie in den meisten Vereinen – gänzlich.
Phönix gehörte im Jahr 1897 zu den acht Vereinen, die den Süddeutschen Fußball-Verband gründeten, trat allerdings kurz darauf wieder aus. Bei einer Phönix-Generalversammlung beschloss man die Anschaffung von gefelderten Blusen in den Vereinsfarben Schwarz-Blau, die in England bestellt und von den Spielern bezahlt werden mussten. Die ersten Kreismeisterschaften um die Jahrhundertwende entschied durchweg der Karlsruher FV für sich, der in den anschließenden K.-o.-Runden von 1898 bis 1902 auch meistens das Finale erreichte und ab 1900/01 durchweg den Titel gewann. Der Verband und mit ihm die Vereine schlossen sich 1900 dem neu gegründeten Deutschen Fußball-Bund (DFB) an, zu dessen 86 Gründungsvereinen aber auch Phönix Karlsruhe zählte, als Einzelverein vertreten durch Walther Bensemann.

## Aufstieg zur Spitzenmannschaft

Die „Blau-Schwarzen“ 1907

Nachdem man einige Jahre im Schatten des Lokalrivalen Karlsruher FV gestanden hatte, entwickelte sich der FC Phönix ab etwa 1904/05 zu einer Spitzenmannschaft nicht nur auf regionaler, sondern auch auf nationaler Ebene. Den Grundstein hierfür hatte man 1902 mit der Gründung einer Jugendabteilung gelegt. Als ein erstes Anzeichen für die späteren Erfolge kann die Tatsache gedeutet werden, dass im Jahr 1904 alle vier Phönix-Jugendmannschaften ihre Spiele gegen den KFV gewannen und auch der Herrenmannschaft in diesem Jahr ein 4:3 gegen den Erzrivalen glückte. Ab 1906 auch im Besitz eines eigenen Sportgeländes, zählte der Verein nunmehr rund 150 Mitglieder, aus denen eine spielstarke Mannschaft entstand.
Neben den Phönix-„Urgesteinen“ Arthur Beier (durch einen Einsatz 1899 in einem der Ur-Länderspiele gegen England der erste, wenn auch inoffizielle Phönix-Nationalspieler) und Robert Neumaier (als Elfjähriger 1896 zu Phönix gekommen), die als Mittelläufer bzw. linker Verteidiger die Säulen der Phönix-Abwehr bildeten, waren es vor allem die Nachwuchsspieler Karl Wegele und Emil Oberle sowie der 1905 gemeinsam mit seinem Bruder Fritz vom KFV gekommene Otto Reiser, die für einen steilen Aufstieg des Vereins sorgten. Die „Blau-Schwarzen“ schlugen 1907 den amtierenden deutschen Meister Freiburger FC, in der Gauklasse Mittelbaden hatte in der Spielzeit 1907/08 allerdings noch der Karlsruher FV die Nase vorn.

Die Erfolgsmeldung erreichte die Anhänger in Karlsruhe per Telegramm

Das änderte sich im Jahr darauf. In der erstmals eingleisigen Südkreisliga, der damals höchsten Spielklasse, gewann der FC Phönix in der Saison 1908/09 die Meisterschaft, ließ dabei die Stuttgarter Kickers, den 1. FC Pforzheim und den Karlsruher FV hinter sich, die in den Jahren zuvor alle schon das Finale der deutschen Meisterschaft erreicht hatten, und qualifizierte sich damit für die Endrunde um die süddeutsche Meisterschaft. Mit fünf Siegen in sechs Spielen setzte man sich auch hier souverän gegen die Konkurrenz, den 1. FC Nürnberg, den FC Hanau 93 und den FV Kaiserslautern durch und sicherte sich auch den süddeutschen Meistertitel. Damit war der FC Phönix erstmals für die Endrunde um die deutsche Meisterschaft qualifiziert, die seinerzeit im K.-o.-Modus ausgetragen wurde. In den Endrundenspielen schlugen die Karlsruher im Viertelfinale den SC München-Gladbach mit 5:0 und im Halbfinale den SC Erfurt mit 9:1 und erreichten so das Finale. Im 800 Kilometer entfernten Breslau – für die Anreise benötigten die Badener 20 Stunden – gewann der FC Phönix mit 4:2 gegen den BFC Viktoria 1889, der bereits zum dritten Mal in Folge das Endspiel erreicht hatte und als Titelverteidiger angetreten war, und wurden Deutscher Meister (siehe auch Statistik des Endspiels).

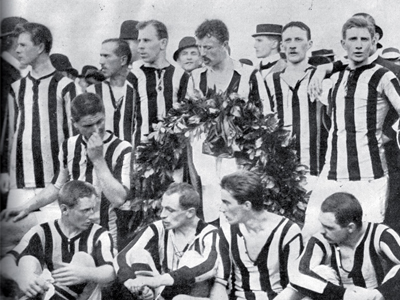
Die Meistermannschaft nach dem Endspiel 1909

Schon knapp zwei Monate vor dem Meisterschaftsendspiel wurden erstmals zwei Spieler der späteren Meisterelf, Oberle und Neumaier, ins Team der Nationalmannschaft berufen. Das Spiel der deutschen Auswahl am 4. April 1909 war nicht nur das erste Länderspiel, das in Karlsruhe stattfand, sondern gleichzeitig auch im sechsten Spiel der erste Sieg (1:0 gegen die Schweiz). Mit Wegele (15 Länderspiele seit 1910) und Reiser (ein Einsatz 1911) konnten sich in den folgenden Jahren noch zwei weitere Phönix-Spieler in der Nationalmannschaft beweisen.
| Saison                                                | FC Phönix | Karlsruher FV | FC Alemannia |
| ----------------------------------------------------- | --------- | ------------- | ------------ |
| 1907/08                                               | –         | 2.            | –            |
| 1908/09                                               | 1.        | 4.            | 6.           |
| 1909/10                                               | 2.        | 1.            | 5.           |
| 1910/11                                               | 5.        | 1.            | 9.           |
| 1911/12                                               | 2         | 1.            | 8.           |
| 1912/13                                               | 7.        | 4.            | –1           |
| 1913/14                                               | 6.        | 8.            | –            |
| 1 Phönix und Alemania fusionierten zur Saison 1912/13 |           |               |              |

Die folgende Saison 1909/10 schlossen Phönix und der KFV punktgleich mit 27:5 Punkten ab. Da die erzielten Tore (KFV 80:12, Phönix 61:22) nicht berücksichtigt wurden, musste ein Entscheidungsspiel über die Meisterschaft der Südkreisliga entscheiden. Hier behielt vor 5.000 Zuschauern in Pforzheim der KFV mit 3:0 die Oberhand, Phönix war als Titelverteidiger dennoch für die Endrunde um die Deutsche Meisterschaft 1910 qualifiziert. Die „Blau-Schwarzen“ besiegten im Viertelfinale den VfB Leipzig und trafen im Halbfinale erneut auf den Stadtrivalen Karlsruher FV. 8.000 Zuschauer am KFV-Platz an der Moltkestraße bedeuteten Rekord für ein Spiel der Meisterschaftsendrunde, der KFV zog mit einem 2:1 ins Finale ein, blieb auch dort siegreich und sicherte sich damit den Meistertitel 1910. Es war das letzte Mal, dass ein Karlsruher Verein Deutscher Meister wurde. Mitte 2013 entdeckte der Karlsruher Journalist Thomas Alexander Staisch in London Filmaufnahmen von diesem Halbfinal-Derby – sie sind bis heute die ältesten bewegten Bildern im deutschen Fußball. In den darauf folgenden beiden Spielzeiten fiel der FC Phönix weit hinter den KFV zurück, was offenbar darauf zurückzuführen war, dass die Mannschaft ihren Leistungszenit überschritten hatte: „Reiser und Oberle waren in auswärtige Stellungen gekommen; Leibold, Karl Schweinshaut, Heger, Noë und Neumaier spielten nur noch gelegentlich, und Beier mußte dem Alter seinen Tribut zollen.“
Belegt ist aus dieser Zeit, dass der bekannte Kunstmaler und Mitbegründer der Künstler-Gruppe Rih, Egon Itta, als Linksaußen für den FC Phönix spielte.
Im Jahr 1912 schloss sich der FC Alemannia dem FC Phönix an. Der 1897 gegründete Verein, der seinen Sportplatz in Rüppurr hinter dem ehemaligen Schloss hatte, war ab 1908 ebenfalls in der Südkreisliga vertreten, belegte dort aber nur hintere Plätze. Der Fusionsverein hieß nun Karlsruher FC Phönix (Phönix-Alemannia). Die Fusion brachte jedoch keine nennenswerten sportlichen Erfolge, die letzten beiden Spielzeiten der Südkreisliga vor dem Ersten Weltkrieg schloss man auf dem siebten bzw. sechsten Rang ab. Gleichzeitig hatten sich finanzielle Probleme eingestellt, die den Verein schließlich zur Aufgabe des vereinseigenen Geländes an der Maxaubahn zwangen. Nach dem Ausbruch des Ersten Weltkrieges ruhte der Spielbetrieb zunächst, wurde aber schon 1915/16 auf lokaler Ebene wieder aufgenommen, überregionale Meisterschaftsendrunden wurden allerdings erst nach Kriegsende wieder ausgetragen. Die Gaumeisterschaft gewann Phönix 1916 und 1917 jeweils vor dem alten Konkurrenten KFV.

## Zwischen den Weltkriegen

### Umzug in den „Wildpark“
Der FC Phönix hatte in den ersten Jahren seines Bestehens mehrfach die Spielstätte gewechselt: In den ersten beiden Jahren spielte man auf der Körnerwiese in der heutigen Weststadt, von 1896 bis 1905 auf dem sogenannten Engländerplatz. Dieser Platz, der dem Militär davor als Exerzierplatz gedient hatte, war von Großherzog Friedrich I. „der gesamten studierenden Jugend Karlsruhes als Spielplatz überlassen“ worden, ein Turm der Feuerwehr diente als Umkleidegebäude. Da er mehreren Vereinen als Spielstätte diente, gab es häufig Streit um die Nutzung des Platzes, so dass sich Phönix und andere Vereine ein eigenes Gelände suchten. Arthur Beier, der 1904 nach einer beruflich bedingten Pause wieder zum Verein gestoßen war, und Ferdinand Lang kauften ein 18.000 m² großes Grundstück gegenüber dem Neureuter Schützenhaus unweit der Maxaubahn, auf dem neben dem Fußballplatz ein Clubhaus sowie ein Tennisplatz entstanden; das Eröffnungsspiel auf dem neuen Vereinsgelände fand im September 1906 statt.
Nachdem man die Anlage aus finanziellen Gründen nicht mehr halten konnte, wurde Anfang 1914 ein Grundstück an der Stösserstraße im Stadtteil Mühlburg gepachtet. Aufgrund des Kriegsbeginns im August konnte hier aber kein für den Spielbetrieb tauglicher Platz hergerichtet werden, so dass die Verbandsspiele 1915 auf dem Platz des FC Mühlburg an der Honsellstraße ausgetragen wurden, 1916 und 1917 wich man auf das Gelände des Karlsruher FV aus. Nach dem Krieg konnte der Spielbetrieb nicht mehr an der Stösserstraße aufgenommen werden, da das Gelände für den Anbau von Gemüse abgetreten werden musste. Vorübergehend wich man auf den Platz der FC Alemannia am Fasanengarten aus, dessen Kapazitäten jedoch nicht ausreichten. Die Stadt Karlsruhe überließ dem Verein nach dem Ersten Weltkrieg ein Gelände im Hardtwald nördlich der Innenstadt. Der Pachtvertrag wurde am 19. August 1921 für 50 Jahre abgeschlossen, 1923 waren die Anlagen des „Phönix-Stadions am Wildpark“, Vorläufer des heutigen Wildparkstadions, vollständig fertiggestellt.

### Leichtathletik- und Feldhandball-Abteilung
Das neue Gelände umfasste auch Laufbahnen und Sprunganlagen für die 1921 aufgelöste und 1922 neu gegründete Leichtathletik-Abteilung des Vereins, die schon bald erste Erfolge feierte: 1924 gewann die 4 × 100-m-Staffel den deutschen Meistertitel und verbesserte mehrfach den deutschen Rekord. Mit dem Mittelstreckenläufer und Olympiateilnehmer von 1912, Georg Amberger, stieß kurz darauf ein Trainer vom Karlsruher FV zu Phönix, der die Leichtathleten in den 1920er Jahren zu zahlreichen Erfolgen nicht nur auf regionaler, sondern auch auf nationaler und internationaler Ebene führte. 1924 wurde Phönix badischer Mannschaftsmeister und Gewinner der 20 × 300-m-Staffel, die 4 × 100-m-Staffel in der Besetzung Alex Natan, Otto Faist, Kurt von Rappard und Robert Suhr errang im selben Jahr den süddeutschen und 1926 in 42,1 s den deutschen Meistertitel, kurz darauf brachen sie mit 41,9 s bei einem Sportfest auch den Europarekord. Bereits 1925 war Phönix, nicht zuletzt aufgrund einer konsequenten Jugendarbeit, mit 14 gewonnenen Titeln der beste Leichtathletikverein in Baden, weit vor dem KFV mit 7 Siegen. Mit Gertrud Gladitsch stellte Phönix in dieser Zeit eine weitere Spitzensportlerin, sie stellte bei den deutschen Meisterschaften 1927 mit 12,0 s über 100 m und 5,62 m im Weitsprung Weltrekordleistungen auf, die aber „nur“ als deutsche Rekorde geführt wurden. Hans Steinhardt, deutscher Meister 1927 und 1928 über 110 m Hürden, nahm 1928 als erster Karlsruher Sportler an Olympischen Spielen teil. Der Sprinter Otto Faist, der ebenfalls der Nationalmannschaft angehörte, konnte nur aufgrund einer Verletzung nicht nach Amsterdam reisen.
Nach dem Ersten Weltkrieg wurde mit dem Großfeldhandball eine weitere, noch junge Sportart in Karlsruhe populär. Bei Phönix wurde sie zunächst von den Frauen der Leichtathletikabteilung betrieben, wenn der sonstige Trainings- und Wettkampfbetrieb in der kalten Jahreszeit ruhte. 1925 wurde im Verein eine eigenständige Handballabteilung gegründet. Die Phönix-Frauen erwiesen sich zwar als unangefochtene Nummer eins in Karlsruhe, scheiterten im Kampf um die Badische Meisterschaft bis 1945 aber immer wieder am VfR Mannheim, der in dieser Zeit auch zweimal den deutschen Meistertitel holte. Erst im Juni 1947 konnten die Mannheimerinnen erstmals im Titelkampf mit 8:1 und 3:1 besiegt werden, und Phönix gewann 1947, 1950, und 1951 die Badische Meisterschaft, der Titelgewinn konnte nach der Fusion zum Karlsruher SC 1955 ein weiteres Mal wiederholt werden. In der Endrunde um die süddeutsche Meisterschaft erzielte Phönix als bestes Resultat Platz drei (1950).

### Abschneiden der Fußballmannschaft
| Saison | Spielklasse                              | Platz (Teams) |
| --- | ---------------------------------------- | ------------- |
| 1919/20 | Kreisliga Baden                          | 4. (10)       |
| 1920/21 | Kreisliga Baden                          | 5. (10)       |
| 1921/22 | Kreisliga Baden, Abt. II1                | 1. 0(8)       |
| 1922/23 | Kreisliga Baden                          | 3. 0(8)       |
| 1923/24 | Bezirksliga Württemberg/Baden            | 8. 0(8)       |
| 1924/25 | Kreisklasse                              | ?. 0(?)       |
| 1925/26 | Kreisklasse2                             | 1. 0(?)       |
| 1926/27 | Bezirksliga Württemberg/Baden            | 6. (10)       |
| 1927/28 | Bezirksliga Württemberg/Baden, Gr. Baden | 2. 0(8)       |
| 1928/29 | Bezirksliga Württemberg/Baden, Gr. Baden | 3. 0(8)       |
| 1929/30 | Bezirksliga Württemberg/Baden, Gr. Baden | 3. 0(8)       |
| 1930/31 | Bezirksliga Württemberg/Baden, Gr. Baden | 2. 0(8)       |
| 1931/32 | Bezirksliga Württemberg/Baden, Gr. Baden | 6. (10)       |
| 1932/33 | Bezirksliga Württemberg/Baden, Gr. Baden | 1. (10)       |
| 1 In den Endspielen um die Kreismeisterschaft unterlag man dem KFV mit 2:2 und 2:3 2 Aufsteiger als 2. der Aufstiegsrunde 3 Endrunde: 6. (8) in der Gruppe Nord/Süd |                                          |               |

Die Fußballmannschaft von Phönix lag in den 1920er Jahren wie schon in den Jahren vor dem Krieg meistens hinter dem Karlsruher FV, 1922 etwa sicherte man sich zwar mit 24:4 Punkten souverän die Meisterschaft der Abteilung 2 des Kreises Südwest, scheiterte aber in den Endspielen um die Kreismeisterschaft am anderen Staffelsieger, dem KFV. 1924 stieg Phönix sogar für zwei Jahre in die Zweitklassigkeit ab, aber schon 1928 fehlten mit 21:7 Punkten und 41:24 Toren nur zwei Tore zur Bezirksmeisterschaft, die sich – wie sollte es anders sein – der Karlsruher FV sicherte. Erst in der letzten Spielzeit der Bezirksliga Württemberg/Baden (Staffel Baden) gelang Phönix 1932/33 die Meisterschaft, in der Endrunde um die „Süddeutsche“ war man allerdings chancenlos.
| Saison                                                                       | Spielklasse           | Platz (Teams) |
| ---------------------------------------------------------------------------- | --------------------- | ------------- |
| 1933/34                                                                      | Gauliga Baden         | 04. (10)      |
| 1934/35                                                                      | Gauliga Baden         | 02. (10)      |
| 1935/36                                                                      | Gauliga Baden         | 10. (10)      |
| 1936/37                                                                      | Bezirksklasse         | 102.1         |
| 1937/38                                                                      | Gauliga Baden         | 06. (10)      |
| 1938/39                                                                      | Gauliga Baden         | 07. (10)      |
| 1939/40                                                                      | Gauliga Baden (Mitte) | 04. 0(6)      |
| 1940/41                                                                      | Gauliga Baden         | 06. 0(9)      |
| 1941/42                                                                      | Gauliga Baden (Süd)   | 05. 0(6)      |
| 1942/43                                                                      | Gauliga Baden         | 10. (10)      |
| 1943/44                                                                      | Gauliga Baden (Mitte) | 207. 0(7)2    |
| 1 1. der Aufstiegsrunde mit 24:0 Punkten 2 als KSG Phönix/Germania Karlsruhe |                       |               |

Nach der Machtergreifung der Nationalsozialisten wurde die Einteilung der Spielklassen zur Saison 1933/34 neu vorgenommen: An die Stelle der Bezirksligen der sieben Landesverbände traten 16 Gauligen, die an die Struktur der NSDAP-Gaue angelehnt waren. Als Meister der Bezirksliga war der FC Phönix für die Gauliga Baden qualifiziert, wie auch die Lokalrivalen Karlsruher FV und VfB Mühlburg, und spielte dort mit einer Unterbrechung (Saison 1936/37) bis zur Einstellung des Spielbetriebs 1944; in der letzten Spielzeit gemeinsam mit Germania Durlach (dem Vorgängerverein des ASV Durlach) als Kriegssportgemeinschaft Phönix/Germania Karlsruhe.
Phönix konnte sich aber in der von den drei Mannheimer Vereinen SV Waldhof, VfR und VfL Neckarau dominierten Spielklasse, die sich alle zwölf Meisterschaften der Gauliga Baden sicherten, nicht durchsetzen: als beste Platzierung erreichte man hinter Meister VfR Mannheim 1934/35 Rang zwei. Im „stadtinternen“ Vergleich der Karlsruher Mannschaften lag während der Spielzeiten der Gauliga der VfB Mühlburg, erst 1933 aus der Fusion des FC Mühlburg mit dem VfB Karlsruhe entstanden, meist vor den alten Rivalen Phönix und KFV; eine Entwicklung, die nach dem Zweiten Weltkrieg bald ihre Fortsetzung fand.

## Abstieg in die Drittklassigkeit und Fusion
| Saison  | Spielklasse                | Platz (Teams) |
| ------- | -------------------------- | ------------- |
| 1945/46 | Oberliga Süd               | 15. (16)      |
| 1946/47 | Oberliga Süd               | 20. (20)      |
| 1947/48 | Landesliga Nordbaden (Süd) | 06. (14)      |
| 1948/49 | Landesliga Nordbaden       | 08. (13)      |
| 1949/50 | Landesliga Nordbaden       | 04. (13)      |
| 1950/51 | 1. Amateurliga Nordbaden   | 03. (16)      |
| 1951/52 | 1. Amateurliga Nordbaden   | 05. (15)      |

In der ersten Saison nach dem Zweiten Weltkrieg belegte man in der als oberste Spielklasse neu geschaffenen Oberliga Süd 1946 nur den 15. Platz und stieg ein Jahr später als Schlusslicht sogar in die Landesliga Nordbaden ab. Als im Jahr 1950 die 2. Oberliga als zweite Vertragsspielerklasse eingeführt wurde, wurde Phönix am grünen Tisch trotz eines vierten Platzes in der Vorsaison nicht berücksichtigt und stattdessen in die 1. Amateurliga Nordbaden eingeteilt, was für den Verein in wirtschaftlich ohnehin schwierigen Zeiten einen herben Rückschlag bedeutete. Phönix sah sich außer Stande, angesichts der drastisch gesunkenen Einnahmen seine Abteilungen und die mittlerweile fast 30 Jahre alten Anlagen im Wildpark zu finanzieren.
Der Lokalrivale VfB Mühlburg hingegen, erst 1947 in die Oberliga aufgestiegen, hatte sich inzwischen in der obersten Spielklasse etabliert. Auf der Suche nach einem Ausweg aus der sportlichen und finanziellen Notlage entstand so beim FC Phönix die Idee der Fusion zu einem Karlsruher Großverein, in den neben Phönix auch der VfB Mühlburg und der Karlsruher FV integriert werden sollten. Die Stadt Karlsruhe versprach für den Fall einer Fusion den Neubau eines modernen Stadions mit Anlagen für die Leichtathletikwettkämpfe.
Während der Karlsruher FV eine Fusion ausschloss, stieß man in der Führungsetage des VfB Mühlburg auf offene Ohren. Auch der neu gewählte Karlsruher Oberbürgermeister Günther Klotz, dessen Vater Franz Klotz 1902 die Jugendabteilung des FC Phönix gegründet hatte und somit zu den Karlsruher „Fußball-Pionieren“ zählte, unterstützte das Anliegen einer Fusion tatkräftig, er sah in einem Großverein und einem modernen Stadion ein Aushängeschild für die Stadt. Bei der Mitgliedschaft des VfB Mühlburg, der sein zerstörtes Stadion nach dem Zweiten Weltkrieg zu einer stattlichen, 30.000 Zuschauer fassenden Arena wiederaufgebaut hatte, und in den vorangegangenen Jahren sportlich wesentlich erfolgreicher gewesen war als Phönix, stießen die Fusionsabsichten und der damit verbundene Umzug in den Hardtwald auf weniger Gegenliebe, man ließ sich aber letztlich von den Argumenten für eine bessere wirtschaftliche und sportliche Basis eines Großvereins überzeugen.
Auf getrennten Generalversammlungen stimmten die Mitglieder beider Vereine der Vereinigung zum Karlsruher SC Mühlburg-Phönix schließlich zu, so dass der FC Phönix und der VfB Mühlburg am 16. Oktober 1952 zum Karlsruher SC fusionierten.
Im neu gegründeten Verein wurde auch die Leichtathletikabteilung übernommen, die nach dem Zweiten Weltkrieg durch den ehemaligen Phönix-Sprinter Robert Suhr 1948 neu belebt worden war. Er konnte bis zur Wettkampfsaison 1949/50 rund 30 Athleten für den Verein gewinnen, darunter Lilli Unbescheid, die deutsche Vizemeisterin von 1942 und Meisterin 1943 und 1946 im Kugelstoßen, die vom MTV zu Phönix wechselte. 1951 kam der Sprinter Heinz Fütterer nach Karlsruhe.